# Jurij Bykov
Jurij Bykov (russisk: Ю́рий Анато́льевич Бы́ков) (født 15. august 1981 i Novomitjurinsk i Sovjetunionen) er en russisk filminstruktør.

## Filmografi
- Zjit (Жить, 2010)[1][2]
- Politimanden (Майор, 2013)
- Tåben (Дурак, 2014)
- Zavod (Завод, 2019)
- Storozj (Сторож, 2019)